# یوستین گردر
یوستَین گُردر (به نروژی: Jostein Gaarder; تلفظ نروژی: [ˈju:stæin ˈɡɔ:rdər]؛ زادهٔ ۸ اوت ۱۹۵۲) نویسنده نروژی و معلم فلسفه است. عمده شهرت او به‌خاطر نگارش کتاب آموزش فلسفه در قالب داستان با عنوان دنیای سوفی است.

## زندگی
او رمان‌نویس و خالق داستان‌های کوتاه است که بیش‌تر دارای اطلاعات فلسفی برای مخاطبان جوانش می‌باشد. یوستین گردر در رشته فلسفه، الهیات، و ادبیات از دانشگاه اسلو فارغ‌التحصیل شد و سپس به‌مدت ده‌سال به‌تدریس «تاریخ عقاید» در دبیرستان‌ها پرداخت. او در حال‌حاضر به‌عنوان نویسندهٔ آزاد درکنارِ همسر و دو پسرش در اسلو زندگی می‌کند. رمان معروفش به‌نام دنیای سوفی که در سال (۱۹۹۱ میلادی) منتشر شد او را به شهرت رساند. این کتاب تاکنون به ۵۹ زبان مختلف برگردانده شده و میلیون‌ها جلدِ آن به‌فروش رفته‌است. از روی کتاب دنیای سوفی فیلمی نیز به‌همین نام ساخته‌اند.
او سال ۱۹۹۷ به همراه همسرش سیری دانویگ جایزه سوفی را بنیان نهاد. این جایزه که نامش را از رمان دنیای سوفی گرفته، جایزه بین‌المللی برای پاسداشت حامیان طبیعت و توسعه، جایزه‌ای به مبلغ ۷۷هزار پوند است.

## مقاله جنجالی
یوستین گردر در مقاله‌ای در روزنامه نروژی آفتن‌پوستن در اوائل ماه اوت (۲۰۰۶ میلادی) سیاست‌های دولت اسرائیل و نیز برخی سویه‌های یهودیت را به پرسش کشید. این مقاله در پاسخ به جنگ اسرائیل در سال ۲۰۰۶ میلادی انتشار یافت. گردر خواهان عدم به رسمیت شناخته شدن حکومت اسرائیل در شکل کنونیش شد. این مقاله یهودیت را «یک دین کهنه ملی و ستیزه‌جو»، توصیف کرد و آن را در تضاد با این ایدهٔ مسیحی که «پادشاهی خدا رحم و گذشت است» قرار داد. نظرات یوستین گردر با موافقت و مخالفت بسیاری از مردم و سازمان‌ها روبرو شده‌است که انعکاس آن را در نشریات می‌توان مشاهده کرد. برخی وی را یهودستیز خواندند. گردر اتهامات یهودستیزی را به چالش گرفت و تلاش کرد روشن کند که قصد نداشته کسی را برنجاند. او گفت که این نوشته در حالتی از خشم اخلاقی نسبت به میزان تلفات در لبنان نوشته شده‌است.

## جوایز
- ۱۹۹۰ - منتقدان نروژی جایزه سال منتقدان ادبیات نروژی برای بهترین اثر ادبیات کودکان و نوجوانان، برای Kabalmysteriet (رمز و راز بازی یک‌نفره)
- ۱۹۹۳ جایزه کتابفروشان نروژی برای من و همکاران speil، من EN گیت (از طریق شیشه، تیره) -.
- ۱۹۹۴ - جایزه ادبیات نسل جوان آلمان برای دنیای سوفی.
- ۱۹۹۵ - PREMIO Bancarella برای ترجمه ایتالیایی از دنیای سوفی
- ۱۹۹۷ - بوکستهوده گاو برای Durch einen اشپیگل، در einem dunklen مخمر آبجو، ترجمه آلمانی از من و همکاران speil، من EN دروازه
- ۲۰۰۴ - جایزه ویلی-برانت در اسلو.
- ۲۰۰۵ - فرمانده، رویال نروژی سفارش از خیابان اولاو.
- ۲۰۰۵ - یک مدرک افتخاری در کالج ترینیتی، دوبلین